# Фаедес
Фаедес (итал. Faedis) је насеље у Италији у округу Удине, региону Фурланија-Јулијска крајина.
Према процени из 2011. у насељу је живело 1290 становника. Насеље се налази на надморској висини од 159 м.

## Становништво
Према резултатима пописа становништва 2011. у општини је живело 3.014 становника.
| 1936. | 1951. | 1961. | 1971. | 1981. | 1991. | 2001. | 2011. |
| ----- | ----- | ----- | ----- | ----- | ----- | ----- | ----- |
| 4.617 | 4.703 | 4.100 | 3.253 | 3.084 | 3.013 | 3.070 | 3.014 |

## Партнерски градови
- Castellterçol